# Vòm muối

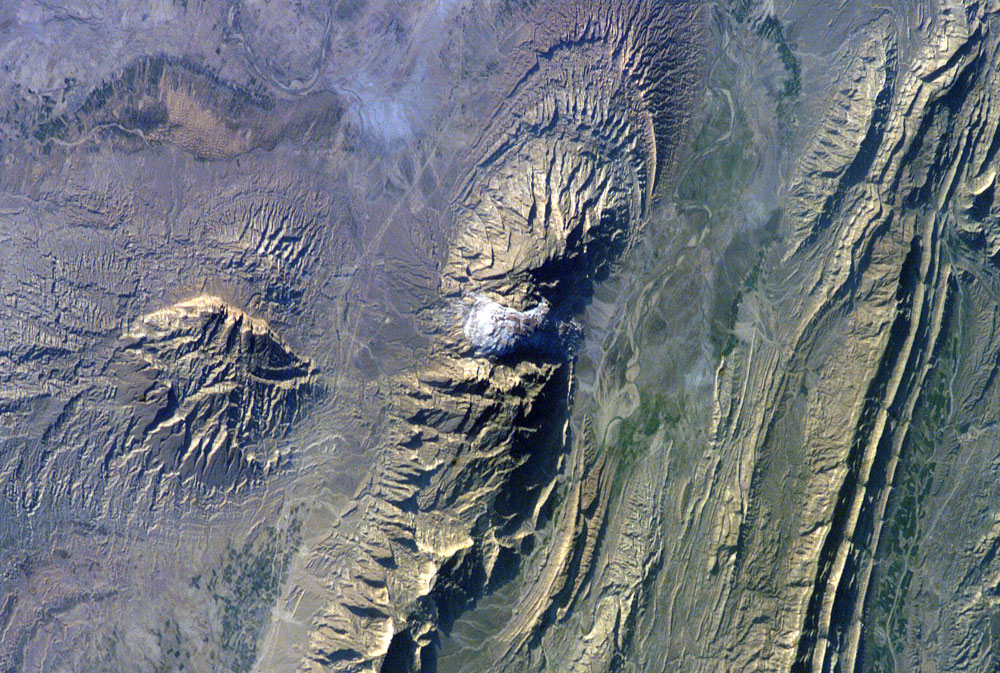
Ảnh vòm muối Jashak ở dãy núi Zagros tỉnh Bushehr, Iran (phần màu trắng ở giữa)

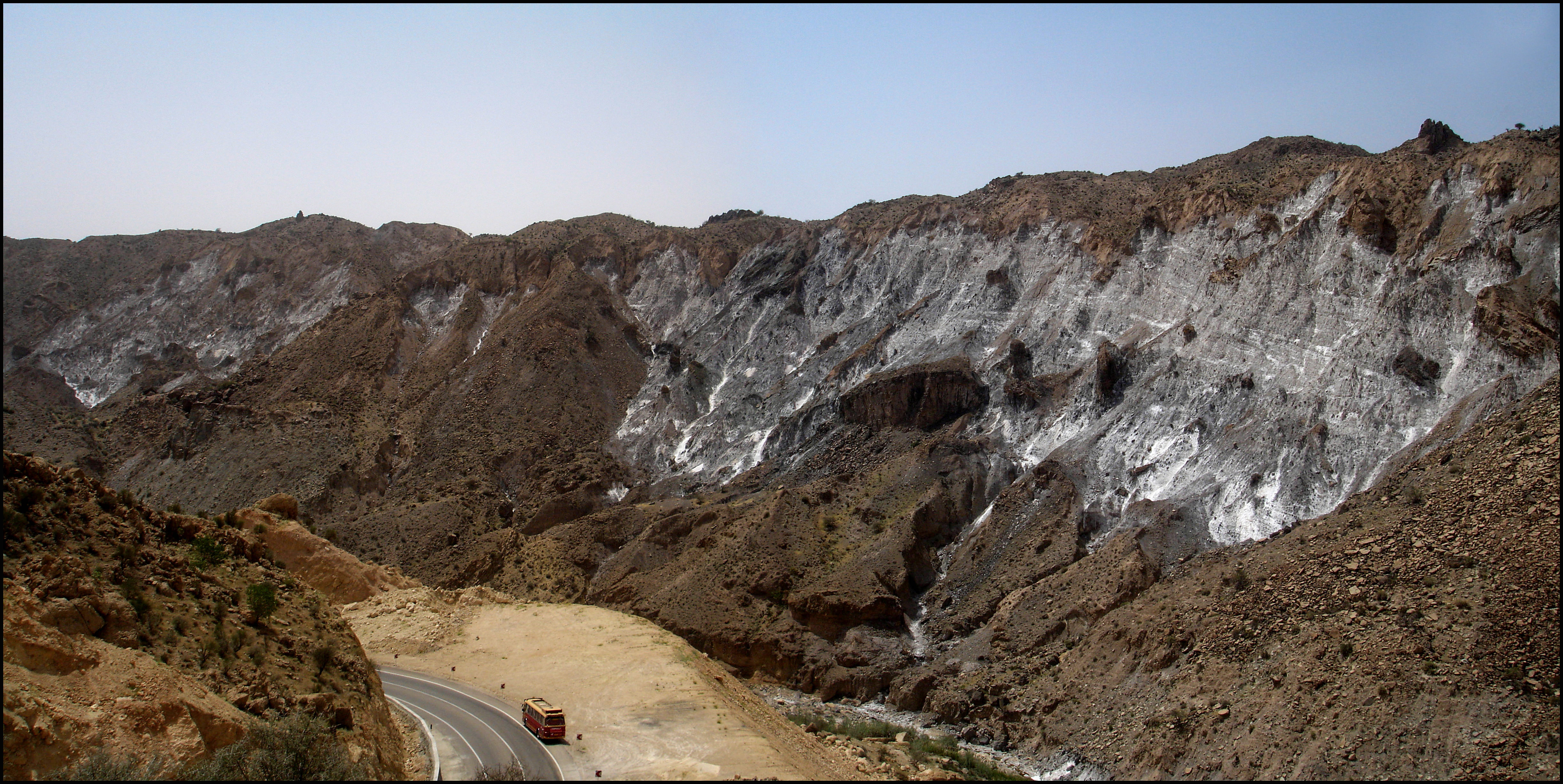
Vòm muốn ở tỉnh Fars, Iran

Vòm muối là một loại cấu trúc vòm hình thành khi một tầng khoáng chất evaporit (hầu hết là muối, hoặc halit) được tìm thấy ở độ sâu xâm nhập theo chiều dọc vào các địa tầng đá xung quanh, tạo thành cấu tạo điapia. Nó quan trọng trong địa chất dầu khí vì cấu trúc muối không thấm và có thể tạo thành bẫy dầu.

## Sự hình thành
Sự hình thành của vòm muối bắt đầu từ sự lắng đọng của muối ở một lưu vực biển bị giới hạn. Bởi vì dòng nước biển giàu muối chảy vào lưu vực không cân bằng với dòng chảy ra, hầu tất cả lượng nước mất đi từ lưu vực là do sự bay hơi, dẫn đến sự kết tủa và lắng đọng của muối evaporit. Tỷ lệ trầm tích của muối lớn hơn nhiều tốc độ trầm tích của các mảnh vụn, nhưng nó được công nhận là một sự kiện bốc hơi riêng biệt đủ hiếm để tạo ra số lượng lớn muối cần thiết để hình thành một tầng đủ dày để tạo ra điapia muối. Điều này chỉ ra rằng khoảng thời gian lũ lụt theo đợt và bốc hơi của lưu vực sông đã xảy ra, như có thể thấy từ ví dụ của cuộc khủng hoảng muối Địa Trung Hải Messinian. Ngày nay, evaporit lắng động có thể được nhìn thấy tích tụ ở các lưu vực mà chỉ có giới hạn tiếp cận nhưng không hoàn toàn khô; chúng cung cấp một chất tương tự với một số trầm tích được ghi nhận trong các ghi chép địa chất, chẳng hạn như lưu vực Garabogazkol ở Turkmenistan.
Theo thời gian, lớp muối được bao phủ bởi trầm tích lắng đọng, bị chôn vùi dưới dưới các tầng ngày càng lớn hơn. Lớp trầm tích nằm phủ sẽ trải qua sự nén chặt, làm khối lượng riêng tăng lên và do đó làm giảm sức nổi. Không giống như các hạt vụn, áp lực có ảnh hưởng nhỏ hơn đáng kể đối với khối lượng riêng của muối do cấu trúc tinh thể của nó và điều này cuối cùng dẫn đến việc nó ngày càng trở nên nổi hơn so với các lớp trầm tích ở trên nó. Tính dẻo của muối ban đầu cho phép nó biến dạng dẻo và chảy sang hai bên, tách lớp trầm tích nằm trên và lớp trầm tích nằm dưới. Vì muối có sức nổi lớn hơn so với lớp trầm tích ở trên - và nếu một sự kiện đứt gãy quan trọng xảy ra ảnh hưởng đến bề mặt dưới của muối - muối có thể bắt đầu chảy theo chiều dọc, tạo thành gối muối. Sự phát triển theo chiều dọc của gối muối tạo ra áp lực lên bề mặt phía trên, gây ra kéo giãn vào đứt gãy.
Các lực có thể điều khiển các dòng chảy của muối khối lượng tải khác biệt giữa lớp muối và lớp trầm tích nằm trên có sự tương phản khối lượng riêng. Các lực chống lại dòng chảy này là khối lượng của khối đá ở trên và sức chống lai đứt gãy của khối đá. Để thích ứng với sử tương phản khối lượng riêng giữa lớp đá trầm tích phủ và lớp muối, bắt đầu điapia hoạt động, chiều cao của điapia phải lớn hơn hai phần ba đến ba phần tư độ dày của lớp đá phủ. Nếu điapia hệp độ cao của nó phải cao hơn.
Cuối cùng, trải qua hàng triệu năm, muối sẽ xuyên qua và phá vỡ lớp trầm tích nằm phía trên, đầu tiên là với hình vòm và sau đó trở thành hình nấm - thành điapia muối hoàn chỉnh và có thể nổi lên trên bề mặt. Ở mặt cắt ngang, những vòm lớn có thể dài 1 đến 10 km, và sâu đến 6,5 km.

## Cấu trúc
Các cấu trúc điển hình của điapia đang hoạt động là địa hào cong ở trung tâm được củng cố ở vùng sườn bởi các vành xoay hướng lên trên và ra ngoài. Đứt gãy nghịch có thể chia cắt vành khỏi lớp phủ. Đứt gãy thuận tạo ra the địa hào cong di chuyển xuống dưới. Đứt gãy mới hình thành hướng ra ngoài khi vòm trở nên căng thẳng hơn. Những cấu trúc này xảy ra bên dưới bề mặt và không nhất thiết phải gắn liền với mái vòm ở bề mặt. Sự nổi lên của vòm sẽ không xảy ra trừ khi vòm rất rộng hoặc cao so với độ dày của lớp đá phủ.

## Phát hiện vòm muối từ dữ liệu địa chấn

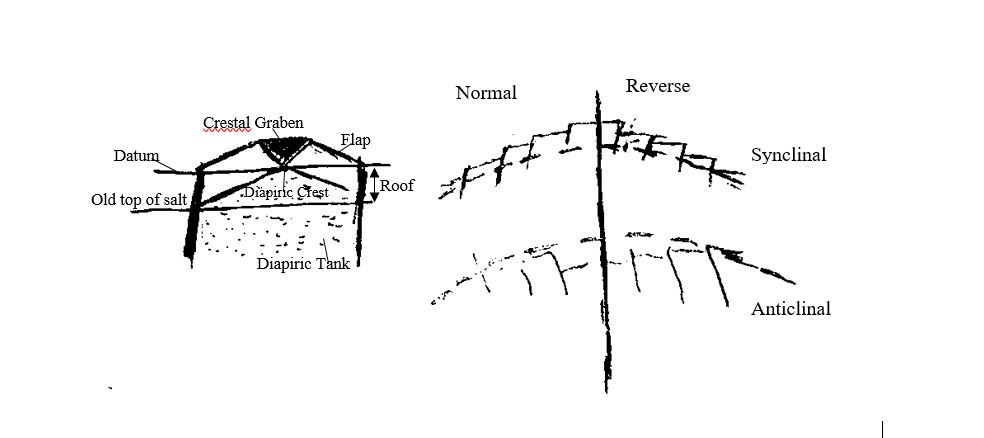
Phần bên trái cho thấy cấu trúc đơn giản của vòm muối. Phía phải cho thấy hai đứt gãy tạo nên địa hào cong, đường gạch đứt là đỉnh vòm muối.

Nếu vòm muối không xuyên thủng bề mặt một cách mạnh mẽ chúng có thể được tìm thấy nằm bên dưới bề mặt bằng nhiều cách khác nhau. Vòm muối cũng có thể được minh giải từ địa chấn phản xạ nơi có độ tương phản khối lượng riêng hoàn toàn giữa muối và trầm tích xung quanh chỉ ra cấu trúc muối. Vòm muối cũng có thể được liên kết với suối lưu huỳnh và các lỗ thông khí tự nhiên.

## Ví dụ
Những vòm muối đầu tiên được phát hiện vào năm 1890 khi một giếng dầu thăm dò đã được khoan vào đồi Spindletop gần Beaumont TX.
Sự xuất hiện chính của vòm muối được tìm thấy dọc theo duyên hải Vịnh Mexico của Hoa Kỳ ở  Texas và Louisiana. Một ví dụ về một hòn đảo được hình thành bởi một vòm muối là đảo Avery ở Louisiana. Độ cao của đại dương hiện nay khiến nó không còn được bao quanh bởi biển nhưng nó được bao quanh bởi con sông nhánh. Trên bờ biển và dưới đáy biển vùng Vịnh Mexico có hơn 500 vòm muối.
Một ví dụ khác về vòm muối nổi lên là tại Onion Creek, gần Moab, Utah, Hoa Kỳ. Hai bức ảnh dưới đây cho thấy một cấu trúc muối có niên đại từ kỷ Creta đã nhô lên như một sườn núi qua vài trăm mét đá, chủ yếu là đá cát kết. Khi cấu trúc muối nhô lên, tầng đá phía trên hình thành nếp lồi mà bị gãy và xói mòn để lộ ra cấu trúc muối.

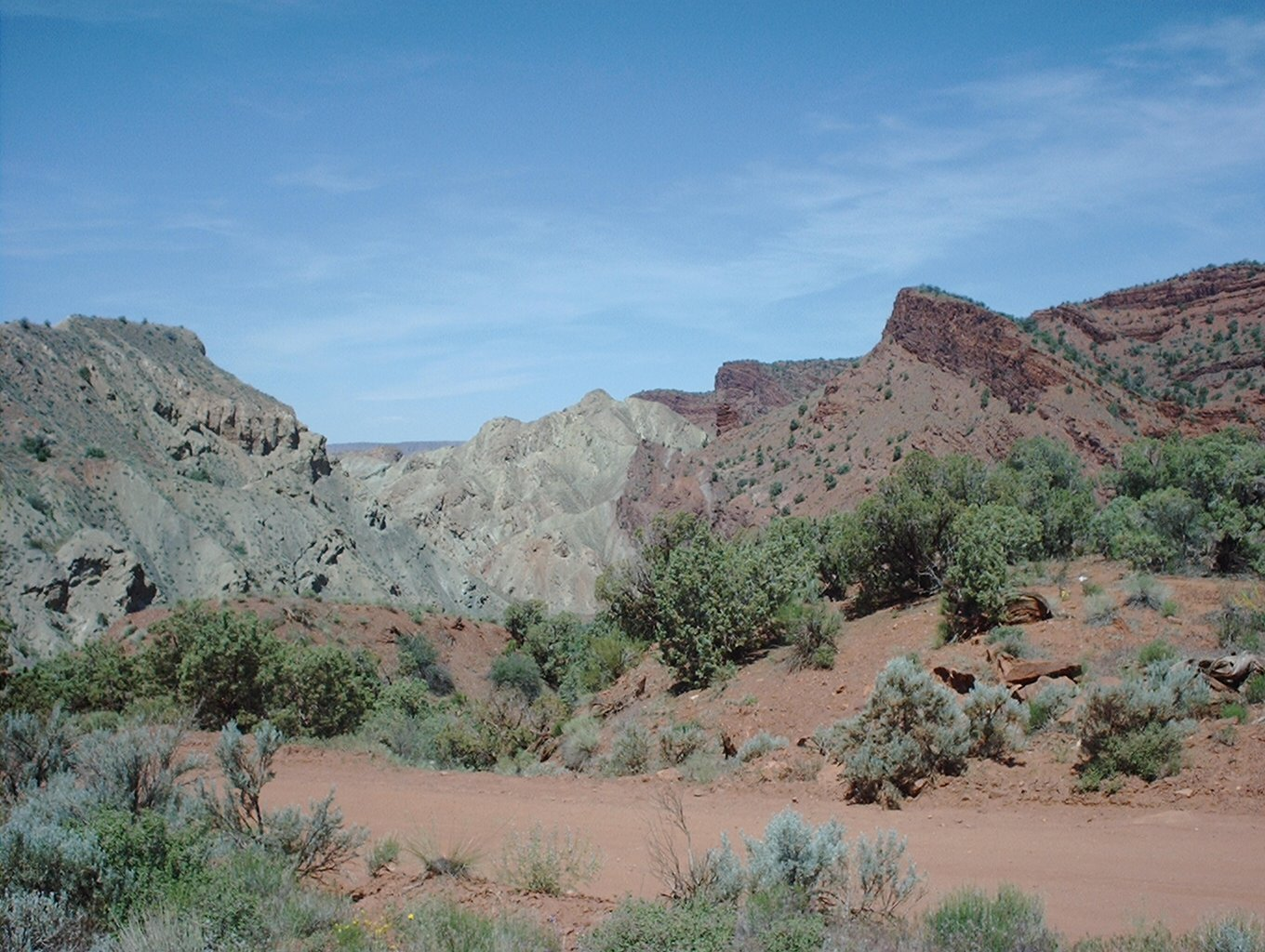
Phần cuối của vòm muối nổi giữa tàn dư của lớp đá nằm trên

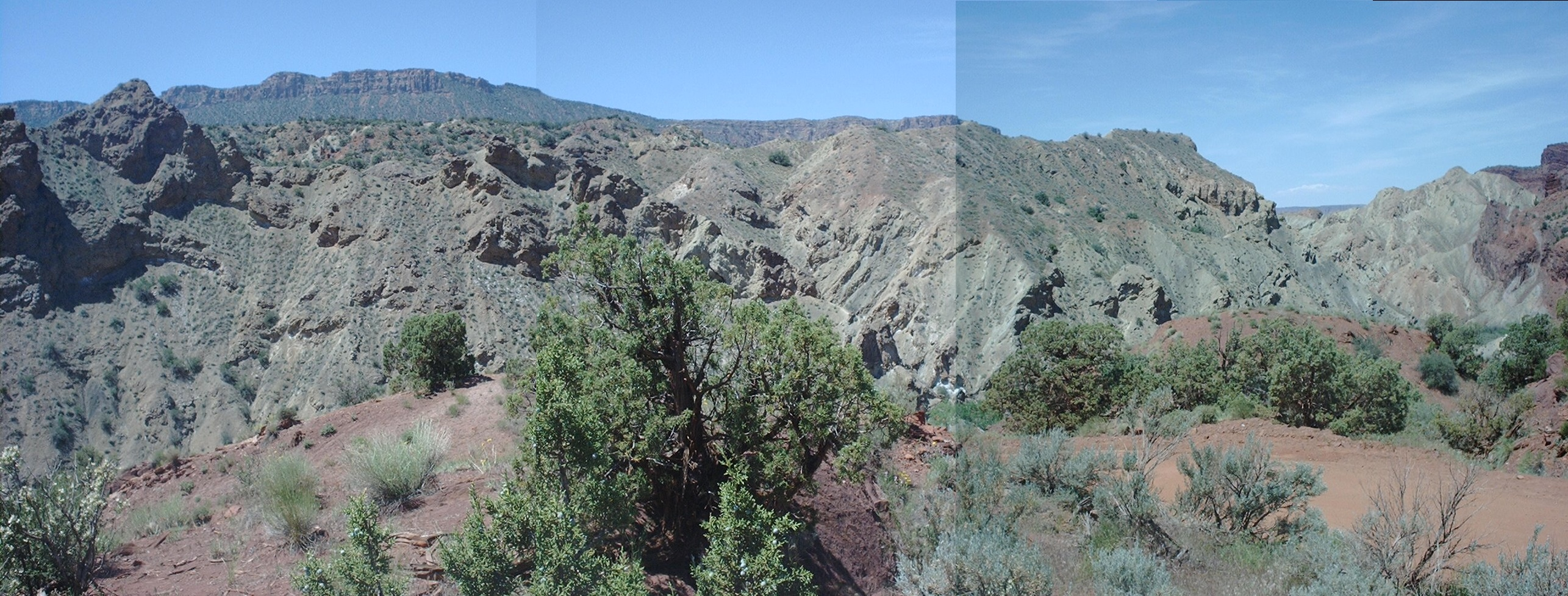
mặt bên của vòm muối nổi từ sườn núi của lớp đá nằm trên

Thuật ngữ "vòm muối" cũng đôi khi được sử dụng không chính xác để chỉ các hầm chứa hình vòm sử dụng để chứa muối làm tan tuyết.

## Sử dụng thương mại
Loại đá muối được tìm thấy ở vòm muối chủ yếu là không thấm nước. Khi muối di chuyển lên phía bề mặt, nó có thể xâm nhập và/ hoặc uốn cong tầng đá xuất hiện xung quanh nó. Khi các tầng đá này bị thâm nhập, chúng thường bị cong nhẹ lên trên tại các điểm tiếp xúc với mái vòm, và có thể hình thành những túi chứa dầu mỏ và khí tự nhiên có thể thu thập giữa các tầng đá không thấm nước và muối. Tầng đá ngay phía trên vòm mà không bị thâm nhập được đẩy lên trên, tạo ra bể chứa dạng vòm phía trên phần muối nơi dầu khí cũng có thể tập trung lại. Những bể chứa dầu này có thể được khai thác, ví dụ là nguồn dầu mỏ sản xuất dọc theo bờ biển của Vịnh Mexico.
Lớp đá phủ phía trên vòm muối đôi khi là nơi lắng đọng của lưu huỳnh tự nhiên.
Các ứng dụng khác bao gồm lưu trữ dầu mỏ, khí thiên nhiên, khí hydro, hoặc thậm khí là chất thải nguy hiểm trong hang động lớn được hình thành quá trình khai thác, cũng như khai quật chính vòm muối sử dụng làm nhiều thứ từ muối ăn đến muối phủ đường chống trơn trượt trên đường bị băng phủ.